# Upper Kutenai
Upper Kutenai ().-Jedno od dva glavna Kitunahan plemena (grupa Kutenai) s gornjeg toka Kootenaya, ili uglavnom na Tobacco Plainsu, na današnjoj granici SAD-a i Kanade. Sastoje se od bandi Akiskenukinik (Akiskenekinik), Akamnik, Akanekunik, i Akiyenik.
Kultura Upper Kutenaja u području današnjeg Watertona vezana je uz preriju i lov na bizone, ali također i ribolovu, lovu na vodene ptice i sakupljanje korijenja. U području Watertona ljudska povijest stara je oko 10,000 godina, i tu se nalazi preko 250 arheoloških nalazišta. Prvi nomadi ovamo dolaze nakon povlačenja posljednjeg leda, prateći migracije krda bizona. Ovi ljudi preci su dviju raznih kultura, to su Upper Kutenaj u području Platoa i Blackfoot s prerije. 
Upper Kutenaji zauzeli su područje Tobacco Plainsa, Zapadno od imaginarne linije 'western continental divide', što dijeli kontinent na dva sliva. Jedino pleme što je ostalo istočno od njega je banda Raven's Nest, u području današnjeg Crowsnest Passa. Kako bizona nije bilo u zapadnim krajevima kutenajskog područja, ovi su tri puta godišnje putovali preko visokih planinskih prijevoja u lov kod Watertona. Tisućama godina su Upper Kutenaji i Blackfooti živjeli u relativnoj harmoniji, sve do kobne 1725., na preriji se pojavio konj. 
Konj je uvezen iz Europe i Indijanci su ubrzo otkrili sve prednosti njegovog posjedovanja. Njegovim uvođenjem oni su postali mnogo pokretniji i brži. Lovište na bizona se proširilo i dolazi do prvih nesuglasica između Kutenaja i Blackfoota. Premda su prvi došli do konja, Blackfooti su prvi došli do pušaka. Bez vatrenog oružja Kutenaji su pali u milost neprijatelja. Godine 1810. Blackfooti blokiraju sve planinske prijevoje kojima su Kutenaju mogli doći na preriju i nadgledali ih sve do 1850.-tih godina. –S prvim dolaskom konja dolaze i prvi valovi boginja. Banda Raven's Nest pokošena je još 1700.-tih godina. S njima nestat će i prerijski život Kutenaja zapadno od Continental Dividea. 

## Vanjske poveznice
- Kootenay Indians